# Tweede expeditie van Wadi al-Qura
De Tweede Expeditie van Wadi al-Qura vond plaats in ramadan 6 AH (januari 628). Deze expeditie werd vermoedelijk geleid door Zayd ibn Haritha, of volgens sommige bronnen door Aboe Bakr.

## Verloop
Bij een vorige expeditie in Wadi al-Qura werd Zayd door de Banu Fazara verwond en werden negen van zijn metgezellen gedood. Zayd zwoer dat hij zich niet zou wassen voordat hij wraak had genomen. Nadat Zayd hesteld was, stuurde Mohammed hem met een strafexpeditie naar Wadi al-Qura. Zayd versloeg 30 ruiters van de stam. Zayd beval dat Umm Qirfa, een oude vrouw van de stam, werd gedood door touwen aan haar benen te binden en haar te laten openrijten door twee kamelen. Umm Qirfa's dochter werd gevangengenomen en naar Medina gebracht. Mohammed stuurde haar naar Mekka in ruil voor moslimgevangenen.